# Kanton Quercy-Aveyron
Der Kanton Quercy-Aveyron ist seit 2015 ein französischer Wahlkreis im Arrondissement Montauban im Département Tarn-et-Garonne in der Region Okzitanien; sein Hauptort ist Albias.

## Gemeinden
Der Kanton besteht aus 15 Gemeinden mit insgesamt 15.067 Einwohnern (Stand: 1. Januar 2022) auf einer Gesamtfläche von 290,85 km²:
| Gemeinde                | Einwohner 1. Januar 2022 | Fläche km² | Dichte Einw./km² | Code INSEE | Postleitzahl |
| ----------------------- | ------------------------ | ---------- | ---------------- | ---------- | ------------ |
| Albias                  | 3.272                    | 21,60      | 151              | 82002      | 82350        |
| Auty                    | 144                      | 7,42       | 19               | 82007      | 82220        |
| Cayrac                  | 562                      | 6,21       | 90               | 82039      | 82440        |
| L’Honor-de-Cos          | 1.608                    | 32,07      | 50               | 82076      | 82130        |
| Lamothe-Capdeville      | 1.076                    | 11,92      | 90               | 82090      | 82130        |
| Mirabel                 | 1.042                    | 32,07      | 32               | 82110      | 82440        |
| Molières                | 1.274                    | 38,46      | 33               | 82113      | 82220        |
| Montalzat               | 654                      | 27,50      | 24               | 82119      | 82270        |
| Montastruc              | 297                      | 4,67       | 64               | 82120      | 82130        |
| Montfermier             | 109                      | 6,55       | 17               | 82128      | 82270        |
| Montpezat-de-Quercy     | 1.600                    | 44,02      | 36               | 82131      | 82270        |
| Piquecos                | 455                      | 7,79       | 58               | 82140      | 82130        |
| Réalville               | 1.867                    | 25,09      | 74               | 82149      | 82440        |
| Saint-Vincent-d’Autéjac | 283                      | 16,27      | 17               | 82174      | 82300        |
| Villemade               | 824                      | 9,21       | 89               | 82195      | 82130        |
| Kanton Quercy-Aveyron   | 15.067                   | 290,85     | 52               | 8211       | –            |